# Приграничные сражения (1941)
Приграничные сражения 1941 года — оборонительные бои советских войск прикрытия и пограничных войск против наступающих войск Германии, проходившие 22—29 июня 1941 года в начальный период Великой Отечественной войны (1941—1945) в приграничных районах СССР на территориях Литовской ССР, южной части Латвийской ССР, Белорусской ССР, западной части Украинской ССР и юго-западной части Молдавской ССР. Бои развернулись одновременно на Северо-Западном, Западном и Юго-Западном стратегических направлениях.

## Ход событий
Во время военного вторжения на территорию Советского Союза 22 июня 1941 года войска вермахта смогли создать значительное преимущество на направлениях главных ударов и прорвать первую линию обороны советских войск на границе (в основном стрелковые дивизии). Основные силы вермахта были направлены против войск Западного фронта, расположенных в Белостокском выступе. Западный фронт был окружён, разгромлен, и его пришлось заново формировать из армий Второго стратегического эшелона. Юго-Западному фронту (самой мощной советской группировке войск) удалось избежать окружения благодаря танковому контрудару под Дубно-Луцк-Броды, хотя он и закончился неудачей (Юго-Западный фронт попал в окружение позже, на среднем Днепре, после подключения к операциям на Украине части группы армий «Центр»). Во всех случаях действия советских войск исходили как из довоенных планов прикрытия, так и из Директивы НКО СССР № 3, изданной в конце дня 22 июня 1941 года, ориентированных на успешную оборону на границе с дальнейшими контрударами и переносом войны на территорию противника.

## Сражения и результаты
Наиболее известные приграничные бои:
1. Оборона Брестской крепости;
2. Окружение советских войск в районе Белостока и Минска, являющееся также частью Белорусской стратегической оборонительной операции;
3. Танковое сражение в районе Дубно-Луцк-Броды, являющееся также частью Львовско-Черновицкой стратегической оборонительной операции.
4. Сражение при Расейняй

В результате первой недели войны вермахт занял часть Прибалтики, большую часть Белоруссии, на Украине вермахт продвинулся восточнее линии Ровно, Острог, Кременец, Львов. В последних числах июня 1941 года начались активные военные действия на территории Молдавии (на границе с Румынией).